# Vencelas Dabaya
Vencelas Dabaya Tientcheu (ur. 28 kwietnia 1981 w Kumbie) – kameruński sztangista reprezentujący także Francję, wicemistrz olimpijski, dwukrotny medalista mistrzostw świata i wielokrotny medalista mistrzostw Europy.

## Kariera
Pierwszy sukces w karierze osiągnął w 1999 roku, kiedy w barwach Kamerunu zdobył brązowy medal w wadze piórkowej na igrzyskach afrykańskich w Johannesburgu. Na rozgrywanych trzy lata później igrzyskach Wspólnoty Narodów w Manchesterze zwyciężył w wadze lekkiej. W 2004 roku wystartował na igrzyskach olimpijskich w Atenach, gdzie w tej samej kategorii wagowej był piąty.
Od 2005 roku startuje w barwach Francji. Jeszcze w tym samym roku zajął trzecie miejsce podczas mistrzostw świata w Doha, ulegając tylko Chińczykowi Shi Zhiyongowi i Lee Bae-youngowi z Korei Południowej. Na mistrzostwach świata w Santo Domingo rok później był już najlepszy, wyprzedzając Shi Zhiyonga i Bułgara Demira Demirewa. W 2008 roku zajął drugie miejsce na igrzyskach olimpijskich w Pekinie, rozdzielając na podium Chińczyka Liao Hui i Tigrana Martirosjana z Armenii. Brał też udział w rozgrywanych cztery lata później igrzyskach w Londynie, ale spalił wszystkie próby w rwaniu i ostatecznie nie był klasyfikowany. Zdobył ponadto pięć medali mistrzostw Europy, w tym złoty na ME w Strasburgu (2007) oraz srebrne na ME we Władysławowie (2006), ME w Lignano Sabbiadoro (2008), ME w Bukareszcie (2009) i ME w Antalyi (2012).